# El Lloar
El Lloar är en kommun i Spanien.   Den ligger i provinsen Província de Tarragona och regionen Katalonien, i den östra delen av landet, 400 km öster om huvudstaden Madrid. Antalet invånare är 116. Arean är 6,6 kvadratkilometer. El Lloar gränsar till La Vilella Baixa, Gratallops, El Molar och La Figuera. 
Terrängen i El Lloar är platt österut, men västerut är den kuperad.